# یواس‌اس گرین (دی‌دی-۲۶۶)
یواس‌اس گرین (دی‌دی-۲۶۶) (به انگلیسی: USS Greene (DD-266)) یک کشتی بود که طول آن ۳۱۴ فوت ۴ ۱⁄۲ اینچ (۹۵٫۸۲۲ متر) بود. این کشتی در سال ۱۹۱۸ ساخته شد.